# Trenul de aur (film)
Trenul de aur (în poloneză Złoty pociąg) este o coproducție cinematografică româno-poloneză din anul 1986, regizată de Bohdan Poręba. Filmul este format din două părți, iar rolurile principale sunt interpretate de actori polonezi și români. Personajele vorbesc în șase limbi (poloneză, franceză, română, germană, engleză și greacă).
Filmul descrie un eveniment real petrecut în anul 1939: drumul parcurs de tezaurul Poloniei prin România, pentru a-l pune la adăpost de armatele germane care invadaseră Polonia.

## Rezumat

### Partea I
La data de 1 septembrie 1939 un tren care circula pe ruta Berlin - Königsberg oprește în Gara Chojnice de la granița Poloniei cu Germania. Un grup de nemți aflați într-un vagon al trenului deschide focul asupra oamenilor de pe peron și a angajaților gării. Comandantul comandoului german, Untersturmführerul Rudolf Lang (Arkadiusz Bazak), își anunță subordonații că în mai puțin de o oră cel de-Al Treilea Reich va începe invadarea Poloniei. Ei au de împlinit o misiune secretă cu indicativul Midas de care se interesa însuși Führerul Adolf Hitler.
În zilele următoare, Polonia este bombardată masiv de aviația germană, iar armatele inamice se apropie rapid de capitala Varșovia. Guvernul decide să părăsească capitala, iar ministrul colonel Górski (Tomasz Zaliwski) anunță consiliul de administrație al Băncii Poloniei că s-a hotărât evacuarea tezaurului (cele 80 de tone de aur și principalele valori). Lingourile de aur sunt încărcate în lăzi sigilate. Kowalski (Jerzy Molga), directorul Băncii Poloniei, apelează la Nowak (Ryszard Kotys), proprietarul unei companii de camioane, pentru a-i pune la dispoziție 15 camioane. Din cauza faptului că armata rechiziționase camioanele, Novak reușește să pună băncii la dispoziție doar 8 camioane, apelându-se la transformarea unor autobuze municipale. Transportarea valorilor urmează să fie supravegheată de maiorul Marian Bobruk (Wacław Ulewicz). Deoarece compania de camioane nu dispunea de suficienți șoferi, Bobruk aduce doi ofițeri: Lasota (Wlodzimierz Adamski) și Sawicki (Mieczysław Janowski), iar Renata (Ewa Kuklińska), secretara directorului băncii, aduce un campion de raliu pe nume Zemianski.
Convoiul condus de ministrul Górski părăsește Varșovia îndreptându-se spre Lublin, unde se refugiase guvernul. Militarilor, șoferilor și angajaților băncii li se alătură Nowak și Halina Bobruk (Jolanta Grusznic), soția gravidă a maiorului. În timpul drumului, maiorul Bobruk îl urmărește îndeaproape pe Zemianski, care i se pare o persoană suspectă. Convoiul face o pauză la Lublin, iar soția maiorului moare în urma unei explozii. După acest atentat, Zemianski fuge și se află că el era de fapt Untersturmführerul Rudolf Lang, iar adevăratul Zemianski murise la Berlin. Convoiul se îndreaptă în grabă spre Luțk și apoi spre Dubno.
În acest timp, guvernul polonez purta negocieri cu guvernele mai multor țări pentru a trimite aurul în străinătate. După ce tratativele cu Suedia eșuează, Józef Beck (Jan Zdrojewski), ministrul de externe al Poloniei, îl anunță pe ministrul Górski că România a acceptat tranzitarea aurului polonez pe teritoriul ei, precum și adăpostirea refugiaților polonezi.
Guvernul român condus de Armand Călinescu (Gheorghe Cozorici) și-a dat acordul pentru primirea refugiaților polonezi și tranzitarea tezaurului polonez pe teritoriul României. Întrebat din ce capitol bugetar se vor aloca bani pentru acoperirea cheltuielilor legate de adăpostirea refugiaților polonezi, premierul a răspuns: „Din capitolul Omenie, nu-l veți găsi în buget, dar îl veți găsi în istoria țării noastre”. Primul ministru îi încredințează comisarului Munteanu (Mitică Popescu) sarcina de a asigura securitatea transportării tezaurului polonez pe teritoriul României. Munteanu obține de la directorul Băncii Naționale a României (Constantin Dinulescu) 1000 de lăzi identice cu cele în care erau transportate lingourile Băncii Poloniei, precum și sigilii identice. Ca urmare a protestelor lui Wilhelm Fabricius (Valentin Teodosiu), ambasadorul Germaniei în României, care amenințase România cu represalii, premierul dispune ca tranzitarea tezaurului polonez să se facă în maxim 24 ore, punctul terminus fiind portul Constanța, de unde guvernul polonez urma să-l evacueze pe cale maritimă în Franța sau în Marea Britanie.
Între timp, pe teritoriul polonez, armata rechiziționase 4 tone de aur pentru achiziționarea de armament, iar ministrul Józef Beck promite să se ocupe personal de recuperarea lor. Convoiul se îndreaptă spre Sniatin, precedat de comandoul lui Lang care minează podurile pe care camioanele urmau să treacă. Górski dispune arderea bancnotelor și a acțiunilor pentru a impulsiona deplasarea convoiului spre graniță. Camioanele sunt așteptate la Sniatin de comisarul Munteanu, care adusese două trenuri românești conduse de mecanicii Gheorghe (Mircea Albulescu) și Panait (Valentin Uritescu). Lăzile sunt încărcate în trenul lui Gheorghe, în vagoanele celuilalt tren fiind lăzi identice pline cu cărămizi. Comisarul Munteanu supraveghează încărcarea, dar acolo sosește și Lăzărică (Dan Condurache), un angajat al unui serviciu român trimis în misiune. Cum trenurile merg în paralel, Munteanu și Bobruk transportă pe drumul spre frontieră lăzile de aur dintr-un tren în altul.

### Partea a II-a
După intrarea celor două trenuri prin gara de frontieră Grigore Ghica-Vodă pe teritoriul României, garnitura condusă de Gheorghe merge înainte spre Suceava, în timp ce garnitura condusă de Panait rămâne intenționat în urmă. Oprit pe traseu pentru a lua apă, în trenul condus de Gheorghe urcă Lang și câțiva angajați de la întreprinderea germană Derubau. Locomotiva oprește într-un tunel, iar Munteanu și Bobruk împușcă pe trei din cei patru atacatori germani, dar Lang reușește să fugă după ce-l înjunghie pe mecanic. Rămași fără mecanic, Munteanu și Bobruk așteaptă sosirea celorlalți nemți care veniseră cu două mașini pentru a lua lăzile și le fură un automobil, răsturnându-l pe al doilea într-o vale. Ei pornesc în urmărirea trenului condus de Panait.
Ambasadorul Fabricius vine la Grigore Gafencu (Silviu Stănculescu), ministrul de externe al României, pentru a prezenta amenințarea lui Hitler cu un bombardament aerian în cazul în care statul român nu va preda aurul polonez reprezentantului Reichului german. În urma eșuării tentativelor germane de a pune mâna pe tren, Lăzărică urcă un complice neamț la Suceava în trenul lui Panait și-l amenință pe mecanic cu armele. Automobilul în care se aflau Munteanu și Bobruk ajunge trenul din urmă la Halta Sihlea. Panait le transmite un mesaj că se află în pericol, iar Munteanu dispune ca oprirea trenului în Buzău să fie anulată, iar garnitura să fie redirecționată spre triajul din Buzău. Garnitura este descompletată acolo, iar Lăzărică și spionul german sunt împușcați de Munteanu.
Într-un final trenul ajunge în gara maritimă Constanța. Din cauza faptului că Turcia nu accepta trecerea navelor de război prin strâmtoarea Dardanele, Marea Britanie nu poate trimite un crucișător englez pentru a prelua aurul și apelează la nava comercială Eocene. Transbordarea lăzilor este oprită deoarece marinarii greci refuză să-și facă treaba, temându-se de represaliile nemților. Căpitanul Brett, Munteanu și Renata merg într-o cafenea din port pentru a face rost de alți marinari pentru echipaj. Printr-o cunoștință, comisarul face rost de un nou echipaj. În cafenea, Renata se întâlnește cu Lang, care-i reproșează că ea nu și-a făcut complet treaba.
Bobruk îl interoghează pe Nowak pe care-l bănuiește a fi omul nemților. Maiorul află că tatăl Renatei fusese decorat cu Crucea de Fier, că ea l-a recomandat pe Lang și că ea a venit cu ideea folosirea autobuzelor roșii (ținte perfecte pentru aviație). Auzind toate acestea în mod întâmplător, Renata îl împușcă pe Nowak și îl amenință pe Bobruk, dar este dezarmată de Munteanu. Ea fuge și este împușcată de Lang pentru că fusese deconspirată. Bobruk apare și-l omoară pe Lang. Vaporul Eocene pleacă din portul Constanța.
La finalul filmului sunt date câteva explicații cu privire la tranzitarea tezaurului Poloniei pe teritoriul României și la consecințele acesteia: „Odiseea tezaurului polonez a început la 5 septembrie 1939. Ea s-a încheiat în anul 1947. Aurul polonez a peregrinat pe trei continente. Patru tone de aur care au ajuns ulterior în România, au fost salvate de capturarea lor de către fasciști, păstrate în secret și restituite după război Poloniei. La două zile după plecarea aurului din portul Constanța, președintele Poloniei și întregul guvern au cerut azil în România. Pentru atitudinea sa consecvent antifascistă, primul ministru Armand Călinescu a fost asasinat în ziua de 21 septembrie 1939 de către un grup de teroriști din Garda de Fier, instruiți la Berlin.”.

## Distribuție
- Mitică Popescu — comisarul Munteanu
- Wacław Ulewicz — maiorul Marian Bobruk
- Ewa Kuklińska⁠(pl)[traduceți] — Renata, secretara directorului Kowalski
- Gheorghe Cozorici — Armand Călinescu, prim-ministrul României
- Tomasz Zaliwski — colonelul Górski, ministru polonez
- Silviu Stănculescu — Grigore Gafencu, ministrul de externe al României
- Jerzy Molga⁠(pl)[traduceți] — Kowalski, directorul general al Băncii Poloniei
- Jolanta Grusznic⁠(pl)[traduceți] — Halina Bobruk, soția maiorului
- Dan Condurache — Lăzărică, agent al serviciilor secrete românești
- Mircea Albulescu — mecanicul de tren Gheorghe
- Valentin Uritescu — mecanicul de tren Panait
- Arkadiusz Bazak — Untersturmführer Rudolf Lang
- Ewa Serwa⁠(en)[traduceți] — Barbara (Bassia), fiica lui Kowalski
- Ryszard Kotys⁠(en)[traduceți] — Nowak, proprietarul companiei de transport rutier
- Andrzej Krasicki⁠(en)[traduceți] — directorul Zaremba, membru în consiliul de administrație al Băncii Poloniei
- Zbigniew Kłodawski — Janek, logodnicul Barbarei
- Włodzimierz Adamski⁠(pl)[traduceți] — căpitanul Lasota, omul lui Bobruk
- Valentin Teodosiu — Wilhelm Fabricius, ambasadorul Germaniei în României
- Magdalena Celówna⁠(pl)[traduceți]
- Christian Maurer — agentul secret german în România
- Jerzy Czupryniak
- Constantin Dinulescu — directorul Băncii Naționale a României
- Janusz Dziubiński
- Cornel Gîrbea — Androne, aghiotantul militar al lui Armand Călinescu
- Wiesława Grochowska⁠(pl)[traduceți]
- Siegmund Siegfried
- Mieczysław Janowski⁠(pl)[traduceți] — căpitanul Sawicki, omul lui Bobruk
- Włodzimierz Kłopocki⁠(pl)[traduceți] (menționat Zbigniew Kłopocki)
- I. Ghișe
- Adam Koman⁠(pl)[traduceți]
- Mircea Belu — căpitanul englez Brett, comandantul navei comerciale Eocene (menționat M. Bellu)
- Eugeniusz Korczarowski — membru în consiliul de administrație al Băncii Poloniei
- Valeriu Paraschiv — atașatul aeronautic german în România
- Tadeusz Kożusznik
- Paul Lavric — directorul reprezentanței române a întreprinderii Derubau
- Virgil Flonda — angajat al Derubau care îl amenință pe Panait
- Marian Krawczyk — soldat
- Kazimierz Meres⁠(pl)[traduceți] — membru în consiliul de administrație al Băncii Poloniei
- Mircea Veroiu
- Manuela Hărăbor — mireasa, fiica lui Gheorghe
- Zbigniew Szczapiński — Howard William Kennard, ambasadorul Marii Britanii în Polonia
- Edward Wichura⁠(pl)[traduceți] — membru în consiliul de administrație al Băncii Poloniei
- Jan Zdrojewski — Józef Beck, ministrul de externe al Poloniei
- Nicolae Dide — cascador
- Ion Niciu — ministru în guvernul României (nemenționat)
- Andrzej Żółkiewski⁠(pl)[traduceți] — Roth, membru al grupului lui Lang (nemenționat)

## Evenimente istorice
Filmul Trenul de aur prezintă evacuarea tezaurului Băncii Naționale a Poloniei și tranzitarea acestuia pe teritoriul României după ce Polonia fusese atacată de armatele germane. Este prezentată și refugierea cetățenilor polonezilor în România. România și Polonia încheiaseră în 1921 un tratat ce viza apărarea comună în cazul unui atac sovietic, dar ajutorul militar românesc era aproape imposibil în situația în care Polonia era atacată atât de Germania, cât și de Uniunea Sovietică. Neputând să pună în aplicare prevederile acelui tratat, prim-ministrul Armand Călinescu a acceptat refugierea oficialităților civile și militare poloneze și a simplilor cetățeni ai acelei țări pe teritoriul României.
Personajul istoric Armand Călinescu este prezentat în film ca animat de înalte sentimente umanitare și loial tratatelor externe încheiate de țara sa, omițându-i-se abuzurile săvârșite de acesta în timpul dictaturii regale. El mai apare în finalul filmului, când se reconstituie asasinatul în care a căzut victimă.

## Producție

### Documentare
Criticul Călin Căliman scria în Istoria filmului românesc (1897-2000) că scenaristul Ioan Grigorescu reprezintă un caz aparte în cinematografia românească, el aducând în scenariile sale „mobilitatea și nervul reporterului, ritmurile de gând ale ziaristului, încorporând în pagina cinematografică observații pertinente, din «spectacolul lumii», ca și din «faptul divers» petrecut în imediata apropiere. Scenariile lui Ioan Grigorescu au, toate, suspans, nici nu se poate altfel, ele sunt «felii de viață», iar viața, după cum bine se știe, își are mereu suspans-urile ei”.
În perioada 1956-1958, tânărul jurnalist Ioan Grigorescu a fost corespondent Agerpres în Polonia, învățând cu acel prilej foarte bine limba poloneză. El a început să urmărească atunci traseul tainic al tezaurului polonez pe teritoriul României, despre care nu existau documente românești. Pentru a afla mai multe informații a încercat să dea de urma lui Karpinski, directorul din acea perioadă al Băncii Poloniei. Nu îi cunoștea prenumele, iar nimeni din cei întrebați nu știa unde locuiește. Grigorescu a luat cartea de telefon a Varșoviei în care se aflau câteva pagini de persoane cu numele Karpinski. Jurnalistul i-a contactat, pe rând, cu răbdare pe fiecare dintre ei, el reușind să dea abia la urmă de omul căutat: Zygmunt Karpiński (1892-1981).
Fostul director al Băncii Poloniei era un om de vârstă înaintată, iar acesta i-a povestit odiseea tezaurului polonez. Potrivit directorului, tranzitarea tezaurului prin România a fost lipsită de evenimente dramatice. Transbordarea lăzilor s-a făcut noaptea la Constanța, nelipsind nicio ladă. Lăzile cu aur au fost încărcate la Constanța pe tancul petrolier Eocene și au ajuns cu bine la Istanbul. Pentru a face filmul mai spectaculos, Grigorescu a introdus în scenariu un al doilea tren, identic cu cel care transporta tezaurul, cu scopul de a-i deruta pe diversioniștii hitleriști a căror misiune era să captureze tezaurul.
De la scrierea scenariului de către Ioan Grigorescu și până la realizarea efectivă a filmului a trecut o perioadă de aproape 14 ani, din cauza dificultății obținerii aprobărilor atât din partea autorităților poloneze, cât și a celor române. Scenaristul a fost cel care a purtat tratative cu partea polonă pentru realizarea unei coproducții cinematografice. Regizorul filmului a fost ales Bohdan Poręba, un cineast din generația lui Jerzy Kawalerowicz, „Faraonul cinematografiei poloneze”.

### Filmări
Trenul de aur a fost realizat în studiourile Wytwórnia Filmów Fabularnych din Łódź (Polonia) și ale Centrului de Producție Cinematografică „București”. Regizorul Bohdan Poręba a fost ajutat în activitatea sa de colaboratorii Stelian Stativă, Jan Dąbrowski, Romuald Staszkiewicz și Valeriu Drăgușanu și de asistenții de regie Tadeusz Czyżewski, Leonard Hențiu și Andrzej Lożyński.
Pentru realizarea acestui film au fost folosiți mai mulți consultanți români și polonezi: din partea română - dr. Milică Moldoveanu (pentru istorie), Mihai Popescu și Radu Teodorescu (pentru căi ferate), iar din partea poloneză - col. dr. doc. Eugeniusz Kozłowski (pentru istorie militară), col. Józef Grochowski (pentru aviație), Bogdan Michalak (pentru cai și vehicule), Jerzy Wojciech Wdowiński (pentru autoturisme) și Jerzy Rogowski (pentru cascadorii).
Multe cadre care aveau loc în film pe teritoriul României au fost filmate în județul Sibiu. La filmări au fost folosite următoarele locomotive: 50.204, 50.171, 50.397 și 50.497 - toate aparținând depoului Sibiu. Vagoanele tractate de aceste locomotive au fost filmate circulând pe linia Vințu de Jos – Sibiu, între Săliște și Orlat, precum și pe linia Sibiu–Avrig, între Sibiu și Podu Olt, secvența opririi trenului în tunel a fost filmată în tunelul Teliu de pe linia Brașov – Întorsura Buzăului, în timp ce scena trierii vagoanelor a fost înregistrată în triajul Sibiu. Cadrele în care trenurile au staționat pentru a prelua apă sau prin care treceau cu viteză au fost filmate în stațiile CFR Miercurea Sibiului (gara de frontieră polono-română Sniatin), Săliște (gara de frontieră româno-polonă Grigore Ghica-Vodă), halta Sibiel (Halta Sihlea), Sibiu (gara respectiv triajul Buzău). Tronsoanele de cale ferată alese pentru filmare erau cu linie dublă și neelectrificate.
Dorind să fie recreată cu acuratețe atmosfera timpului, scenograful Victor Țapu a pus prin toate birourile oficiale românești portretul regelui Carol al II-lea, iar pe biroul lui Armand Călinescu a așezat sculptura „Lupoaica cu gemenii”, care fusese închiriată cu greu de la Casa Șuțu. Producătorul delegat al filmului i-a cerut scenografului să le scoată din cadru pentru că încălcau dispozițiile partidului, dar scenaristul Grigorescu a intervenit diplomatic și l-a convins să le lase la locul lor.
Rolul comisarului român care avea sarcina păzirii convoiului feroviar polonez în timpul tranzitării României trebuia inițial să fie interpretat de Sergiu Nicolaescu, care urma să îl întruchipeze încă o dată pe comisarul Moldovan. Acest aspect reiese dintr-o adresă expediată de echipa românească de producție a filmului (regizorul părții române Stelian Stativă, directorul filmului Ioan Iuga și contabilul-șef M. Dincă) către Casa de Filme nr. 5: „Vă rugăm să dispuneți demersurile necesare aprobării distribuirii în rolul principal «Moldovan» a lui Sergiu Nicolaescu, care are un număr de 31 de zile de filmare, cu un onorariu de 40.000 de lei”. Nicolaescu era însă ocupat în acea vreme cu filmările la Noi, cei din linia întâi și nu a putut participa, din moment ce nu s-a acceptat o decalare a graficului de producție. În aceste condiții numele comisarului a fost schimbat din Moldovan în Munteanu, iar rolul a fost atribuit rolul actorului Mitică Popescu. Actorul român nu cunoștea limba franceză și a trebuit să învețe textul pe de rost. Ca urmare a faptului că nu a putut beneficia de un cascador (persoana propusă nu a fost acceptată), actorul român a trebui să-și realizeze singur cascadoriile: a alergat între trenuri și a sărit peste vagoane aflate în mișcare (inclusiv în timpul deplasării pe un viaduct situat la o înălțime de 40 de metri).
Au existat probleme și cu distribuția poloneză, care a fost schimbată înainte de filmare din motive politice. Regizorul Bohdan Poręba era un partizan al conducătorului polonez Wojciech Jaruzelski, iar unii actori au refuzat să colaboreze cu el și au trebuit înlocuiți.
Redactor muzical a fost Anna Iżykowska. Muzica a fost interpretată de Orchestra Radio-Televiziunii Române din București, dirijată de Iosif Conta. Imprimarea orchestrației a fost realizată de Paul Enigărescu. Cântecele din film au fost interpretate de Angela Similea și Adriana Moca.
Într-o declarație de la conferința de presă, publicată în noiembrie 1987 în revista „Contemporanul”, regizorul Bohdan Poręba a elogiat meritele scenaristului Ioan Grigorescu în realizarea filmului, datorită căruia s-a îndrăgostit de România, de peisajul ei geografic și uman și de teatrul ei de excepție. El și-a prezentat astfel ideea sa regizorală: „Am văzut „Trenul de aur” în esență, dincolo de aventură și dincolo de istorie, ca pe un film politic adică un film implicând preocuparea față de destinul național”.

## Recepție
Premiera filmului a avut loc la 2 martie 1986 în Polonia, iar filmul a rulat acolo în versiunea integrală. La sfârșitul primei proiecții a fost prezentată distribuția și echipa tehnică și a avut loc o sesiune de întrebări și răspunsuri, cu discuții purtate liber între artiști și cinefilii polonezi. Mitică Popescu a mărturisit că a stat, cu acel prilej, câteva zile în Polonia și a ajuns în mai multe locuri. Filmul a fost bine primit de spectatorii polonezi.
Prima difuzare a filmului în România a avut loc abia la 16 martie 1987. Versiunea prezentată în România a fost mai scurtă, fiind eliminate câteva scene: scena nunții fiicei lui Gheorghe (Albulescu) cu fiul lui Panait (Uritescu), unde comisarul Munteanu îi racola pe cei doi mecanici de tren pentru misiunea tranzitării tezaurului polonez prin România, precum și o discuție mai lungă între Grigore Gafencu și Armand Călinescu, în care prim-ministrul român era sfătuit să-și întărească paza personală. Filmul Trenul de aur a fost vizionat de 2.376.136 de spectatori la cinematografele din România, după cum atestă o situație a numărului de spectatori înregistrat de filmele românești de la data premierei și până la data de 31.12.2006 alcătuită de Centrul Național al Cinematografiei.
Într-un articol publicat în 1987 în revista „Cinema”, criticul Eva Sârbu scria următoarele: „Scenaristul Ioan Grigorescu și regizorul Bohdan Poreba s-au aplecat asupra faptului real cu atenția și respectul cuvenite, dar și cu dorința neascunsă și legitimă de a-l aduce în fața spectatorilor într-o formă cinematografică cât mai atrăgătoare, deci, cât mai convingătoare. (...) Scenaristul Ioan Grigorescu i-a oferit regizorului o materie primă de bună calitate pe care acesta a preluat-o și prelucrat-o, ajutat de coechipieri - polonezi și români - înzestrați cu o vizibilă știință a colaborării.”.
Analizând acest film, criticul Călin Căliman considera că filmul Trenul de aur, realizat după scenariul lui Ioan Grigorescu inspirat din fapte reale, conține „suspans-uri atât de «reale» (evocând fapte întâmplate) încât par inventate”. El afirmă că operatorii Nicolae Girardi și Marian Stanciu au reușit să surprindă în imagini tensiunea și riscurile călătoriei prin România a trenului, contribuind în mare măsură la realizarea unor secvențe de efect.
Criticul Tudor Caranfil a dat filmului două stele din cinci și a făcut următorul comentariu: „Evocare romanțată a itinerarului tezaurului polon trecut pe teritoriul României, împotriva voinței serviciilor secrete ale Germaniei naziste. Personajele principale sunt introduse, în scenă, pe rând, o dată cu biografiile lor: maiorul Bobruk, care supraveghează convoiul, însărcinatul cu afaceri polon, directorul băncii, secretara, ca și șoferul, agent nazist infiltrat în convoi. Din iureșul spectaculoaselor promisiuni filmul „deraiază” în mlaștina tratativelor diplomatice, cu secvențe statice precum ședința prezidată de Armand Călinescu. Dincolo de intenții, ruptura de stil distrage atenția și scade ritmul unui film anunțat ca „de acțiune”.”